# Liste der Biografien/Mord
Liste der Biografien |
Portal Biografien |
Personensuche
# |
A |
B |
C |
D |
E |
F |
G |
H |
I |
J |
K |
L |
M |
N |
O |
P |
Q |
R |
S |
T |
U |
V |
W |
X |
Y |
Z |
?
 
Ma |
Mb |
Mc |
Md |
Me |
Mf |
Mg |
Mh |
Mi |
Mj |
Mk |
Ml |
Mm |
Mn |
Mo |
Mp |
Mq |
Mr |
Ms |
Mt |
Mu |
Mv |
Mw |
Mx |
My |
Mz
 
Moa |
Mob |
Moc |
Mod |
Moe |
Mof |
Mog |
Moh |
Moi |
Moj |
Mok |
Mol |
Mom |
Mon |
Moo |
Mop |
Moq |
Mor |
Mos |
Mot |
Mou |
Mov |
Mow |
Mox |
Moy |
Moz
 
Mora |
Morb |
Morc |
Mord |
More |
Morf |
Morg |
Morh |
Mori |
Mork |
Morl |
Morm |
Morn |
Moro |
Morp |
Morr |
Mors |
Mort |
Moru |
Morv |
Morw |
Mory |
Morz
Die Liste der Biografien führt alle Personen auf, die in der deutschsprachigen Wikipedia einen Artikel haben. Dieses ist eine Teilliste mit 58 Einträgen von Personen, deren Namen mit den Buchstaben „Mord“ beginnt.

## Mord

### Morda
- Mordal, Charlotte (* 1988), norwegische Handballspielerin
- Mordan, Sampson (1790–1843), britischer Silberschmied und Erfinder
- Mordaschow, Alexei Alexandrowitsch (* 1965), russischer MetallurgieunternehmerAlexei Alexandrowitsch Mordaschow (* 1965)

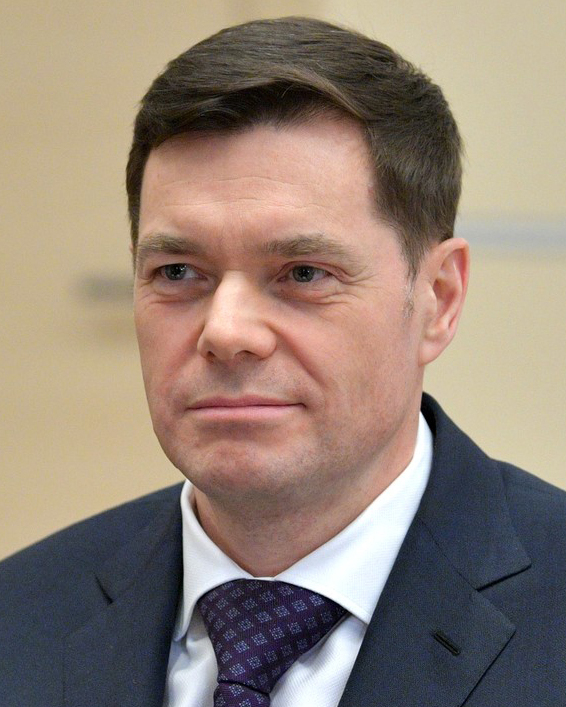
Alexei Alexandrowitsch Mordaschow (* 1965)

- Mordasini, Augusto (1846–1888), Schweizer Rechtsanwalt, Journalist, Zeitungsverleger, Politiker und Tessiner Grossrat
- Mordasini, Diana, Schriftstellerin und Journalistin
- Mordasini, Luciano (1928–2014), Schweizer Diplomat
- Mordasini, Paolo (1830–1882), Schweizer Rechtsanwalt, Journalist, Zeitungsverleger, Politiker, Tessiner Grossrat und Ständerat
- Mordaunt, Charles, 3. Earl of Peterborough (1658–1735), britischer Militär
- Mordaunt, Henry, 2. Earl of Peterborough (1621–1697), englischer Adliger, Politiker und Offizier
- Mordaunt, John, 1. Viscount Mordaunt (1626–1675), englischer Adliger und Politiker
- Mordaunt, Penny (* 1973), britische Politikerin (Conservative Party), Mitglied des House of Commons
- Mordaunt, Thomas Osbert (1730–1809), britischer Offizier und Gelegenheitspoet

### Mordd
- Mordden, Ethan (* 1949), US-amerikanischer Schriftsteller

### Morde
- Mordechai, biblischer Mann im Buch Ester
- Mordechai, israelitischer Rückkehrer aus dem Babylonischen Exil
- Mordechai, Jitzchak (* 1944), israelischer General und Politiker
- Mordegan, Federico (* 1970), italienischer Tennisspieler
- Mordeisen, Ulrich von (1519–1572), sächsischer Politiker und Diplomat
- Mordek, Hubert (1939–2006), deutscher Historiker
- Mordeku, Felix (* 1974), Schweizer Fussballstürmer
- Mordel, Piotr (* 1961), polnischer Kulturschaffender in Berlin
- Mordell, Louis (1888–1972), US-amerikanischer Mathematiker
- Morden, Daniel (* 1964), walisischer Storyteller und Schriftsteller
- Mordente, Fabrizio (* 1532), italienischer Mathematiker, Erfinder des Achtspitzenzirkels
- Mordente, Marco (* 1979), italienischer Basketballspieler
- Mordenti, Céleste (* 2003), luxemburgische Turnerin

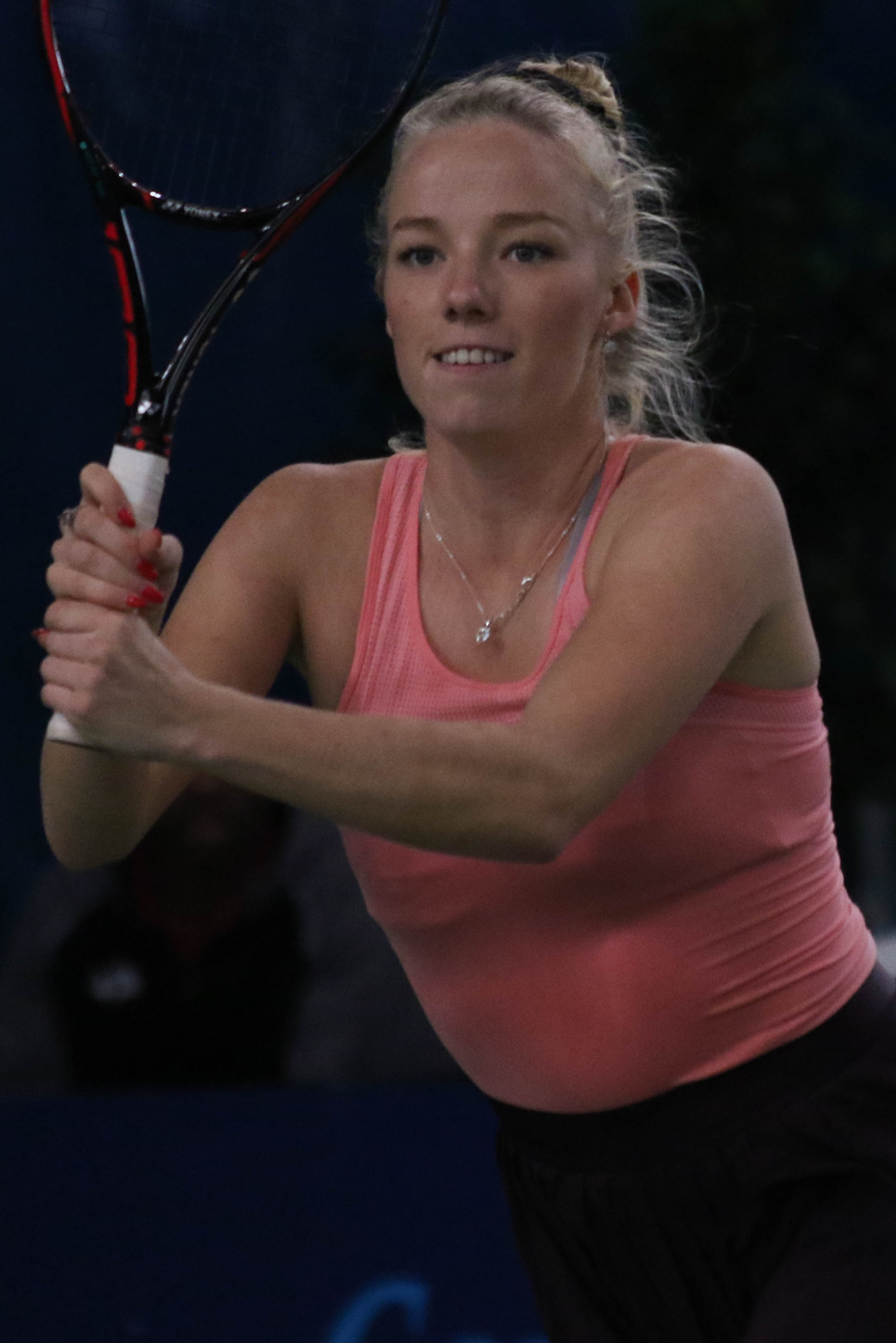
Tayisiya Morderger (* 1997)

- Morderger, Tayisiya (* 1997), deutsche TennisspielerinTayisiya Morderger (* 1997)
- Morderger, Yana (* 1997), deutsche Tennisspielerin
- Mördes, Florian (1823–1850), deutscher Jurist und Innenminister der badischen Revolutionsregierung

### Mordh
- Mordhorst, Adolf (1866–1951), deutscher evangelisch-lutherischer Theologe
- Mordhorst, Eckard (1946–2009), deutscher Polizist und Polizeipräsident von Bremen
- Mordhorst, Maximilian (* 1996), deutscher Politiker (FDP)

### Mordi
- Mordi, Manuel (* 2003), deutscher Leichtathlet
- Mordillo, Guillermo (1932–2019), argentinischer humoristischer Zeichner
- Mordini, Domenico (1898–1948), italienischer Segler

### Mordj
- Mordjukowa, Nonna Wiktorowna (1925–2008), sowjetische und russische Filmschauspielerin

### Mordm
- Mordmüller, Rainer (* 1941), deutscher Maler und Grafiker

### Mordo
- Mordo, Elsbeth (* 1929), deutsche Politikerin (Bündnis 90/Die Grünen), MdL
- Mordó, Juana (1899–1984), spanische Kunsthändlerin und Galeristin
- Mordo, Renato (1894–1955), österreichischer Theaterleiter
- Mördordsch, Luwsandschambyn (1919–1996), mongolischer Komponist

### Mordr
- Mørdre, Berit (1940–2016), norwegische Skilangläuferin
- Mordrel, Olier (1901–1985), französischer Architekt, Schriftsteller und militanter bretonischer Nationalist

### Mords
- Mordstein, Benedikt (* 1993), deutscher Breakdancer/B-Boy
- Mordstein, Friedrich (1920–2010), österreichischer Philosoph
- Mordstein, Johann, Gastwirt, rettete Juden vor der Ermordung durch die Nationalsozialisten

### Mordt
- Mordt, Gustav Adolph (1826–1856), norwegischer Landschaftsmaler
- Mordtmann, Andreas (1837–1912), deutscher Arzt und Gelehrter
- Mordtmann, Andreas David (1811–1879), deutscher Diplomat und Orientalist
- Mordtmann, Johannes Heinrich (1852–1932), deutscher Diplomat und Orientalist

### Mordu
- Morduch, Jonathan (* 1963), US-amerikanischer Wirtschaftswissenschaftler
- Morduchowitsch, Alexander Michailowitsch (* 1946), russischer Musiker
- Mordukhovich, Boris (* 1948), russisch-US-amerikanischer Mathematiker

### Mordw
- Mordwinow, Arkadi Grigorjewitsch (1896–1964), sowjetischer Architekt
- Mordwinow, Michail Maximowitsch (* 1977), russischer Pianist
- Mordwinow, Nikolai Semjonowitsch (1754–1845), russischer Admiral
- Mordwitschew, Andrei Nikolajewitsch (* 1976), russischer GeneraloberstAndrei Nikolajewitsch Mordwitschew (* 1976)

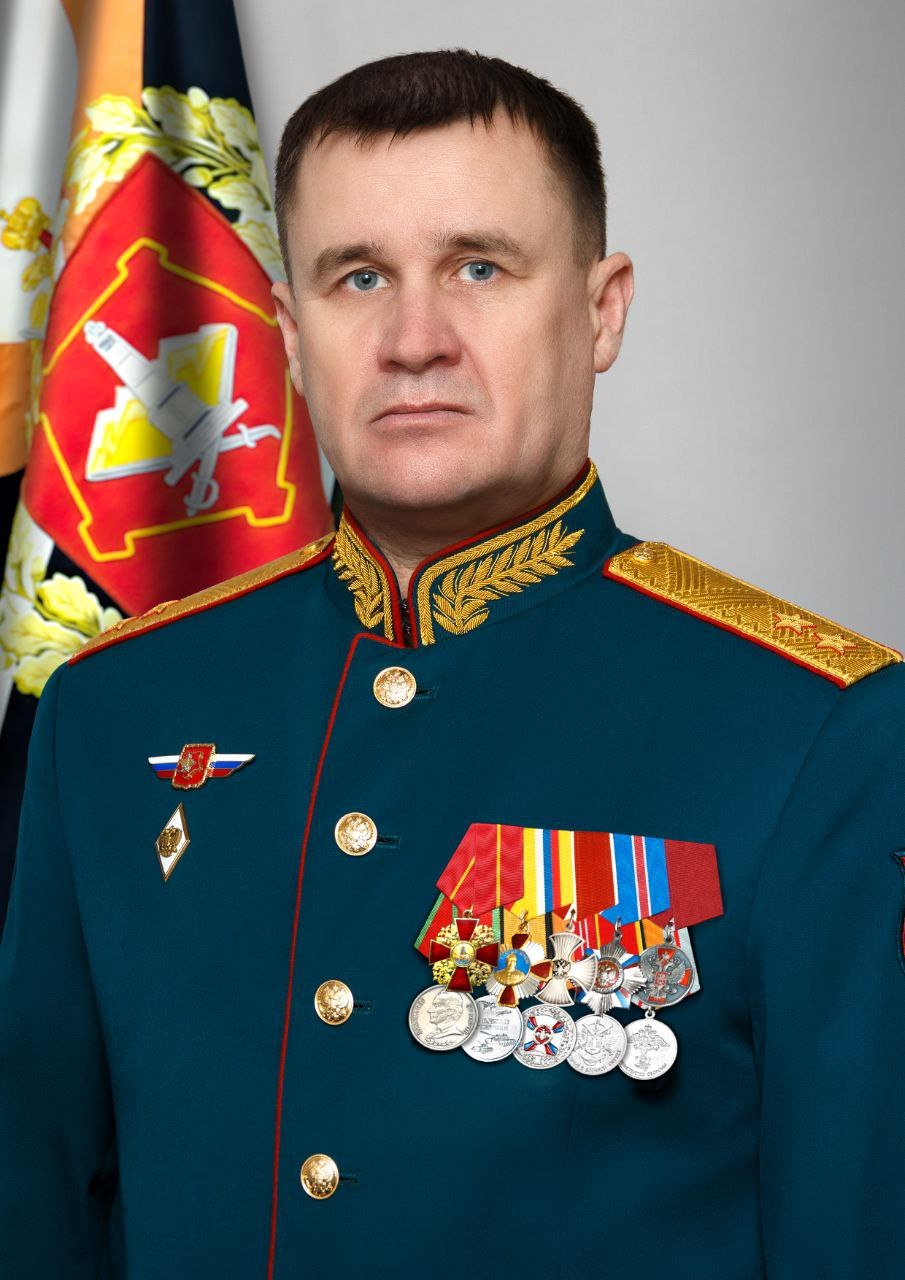
Andrei Nikolajewitsch Mordwitschew (* 1976)

### Mordz
- Mordziol, Carl (1886–1958), deutscher Geologe